# Meijin 1979
Il Meijin 1979 è stata la quarta edizione del torneo goistico giapponese Meijin.

## Qualificazioni
|  | Quarti di finale  | Quarti di finale  | Quarti di finale  |                   |                   | Semifinali        | Semifinali | Semifinali |  |  | Finale | Finale | Finale |  |
|  |                   |                   |                   |                   |                   |                   |            |            |  |  |        |        |        |  |
|  | Takeo Kajiwara    | Takeo Kajiwara    | 1                 |                   |                   |                   |            |            |  |  |        |        |        |  |
|  | Takeo Kajiwara    | Takeo Kajiwara    | 1                 |                   |                   |                   |            |            |  |  |        |        |        |  |
|  | Shuzo Ohira       | Shuzo Ohira       | 0                 |                   |                   |                   |            |            |  |  |        |        |        |  |
|  | Shuzo Ohira       | Shuzo Ohira       | 0                 |                   | Takeo Kajiwara    | Takeo Kajiwara    | 1          |            |  |  |        |        |        |  |
|  |                   |                   |                   |                   | Takeo Kajiwara    | Takeo Kajiwara    | 1          |            |  |  |        |        |        |  |
|  |                   |                   | Tatsuaki Iwata    | Tatsuaki Iwata    | 0                 |                   |            |            |  |  |        |        |        |  |
|  | Tatsuaki Iwata    | Tatsuaki Iwata    | Tatsuaki Iwata    | Tatsuaki Iwata    | 0                 | 1                 |            |            |  |  |        |        |        |  |
|  | Tatsuaki Iwata    | Tatsuaki Iwata    |                   |                   |                   |                   |            |            |  |  |        |        |        |  |
|  | Sunao Sato        | Sunao Sato        | 0                 |                   |                   |                   |            |            |  |  |        |        |        |  |
|  | Sunao Sato        | Sunao Sato        | 0                 |                   | Takeo Kajiwara    | Takeo Kajiwara    | 0          |            |  |  |        |        |        |  |
|  |                   |                   |                   |                   |                   |                   |            |            |  |  |        |        |        |  |
|  |                   |                   | Satsuo Ushinohama | Satsuo Ushinohama | 1                 |                   |            |            |  |  |        |        |        |  |
|  | Yasutaka Sonoda   | Yasutaka Sonoda   | Satsuo Ushinohama | Satsuo Ushinohama | 1                 | 0                 |            |            |  |  |        |        |        |  |
|  | Yasutaka Sonoda   | Yasutaka Sonoda   |                   |                   |                   |                   |            |            |  |  |        |        |        |  |
|  | Satsuo Ushinohama | Satsuo Ushinohama | 1                 |                   |                   |                   |            |            |  |  |        |        |        |  |
|  | Satsuo Ushinohama | Satsuo Ushinohama | 1                 |                   | Satsuo Ushinohama | Satsuo Ushinohama | 1          |            |  |  |        |        |        |  |
|  |                   |                   |                   |                   | Satsuo Ushinohama | Satsuo Ushinohama | 1          |            |  |  |        |        |        |  |
|  |                   |                   | Takeshi Sakai     | Takeshi Sakai     | 0                 |                   |            |            |  |  |        |        |        |  |
|  | Takeshi Sakai     | Takeshi Sakai     | Takeshi Sakai     | Takeshi Sakai     | 0                 | 1                 |            |            |  |  |        |        |        |  |
|  | Takeshi Sakai     | Takeshi Sakai     |                   |                   |                   |                   |            |            |  |  |        |        |        |  |
|  | Akinobu Tozawa    | Akinobu Tozawa    | 0                 |                   |                   |                   |            |            |  |  |        |        |        |  |

|  | Quarti di finale   | Quarti di finale   | Quarti di finale |                 |                    | Semifinali         | Semifinali | Semifinali |  |  | Finale | Finale | Finale |  |
|  |                    |                    |                  |                 |                    |                    |            |            |  |  |        |        |        |  |
|  | Norio Kudo         | Norio Kudo         | 1                |                 |                    |                    |            |            |  |  |        |        |        |  |
|  | Norio Kudo         | Norio Kudo         | 1                |                 |                    |                    |            |            |  |  |        |        |        |  |
|  | Seido Ota          | Seido Ota          | 0                |                 |                    |                    |            |            |  |  |        |        |        |  |
|  | Seido Ota          | Seido Ota          | 0                |                 | Norio Kudo         | Norio Kudo         | 0          |            |  |  |        |        |        |  |
|  |                    |                    |                  |                 | Norio Kudo         | Norio Kudo         | 0          |            |  |  |        |        |        |  |
|  |                    |                    | Masaki Takemiya  | Masaki Takemiya | 1                  |                    |            |            |  |  |        |        |        |  |
|  | Masaki Takemiya    | Masaki Takemiya    | Masaki Takemiya  | Masaki Takemiya | 1                  | 1                  |            |            |  |  |        |        |        |  |
|  | Masaki Takemiya    | Masaki Takemiya    |                  |                 |                    |                    |            |            |  |  |        |        |        |  |
|  | Yutaka Shiraishi   | Yutaka Shiraishi   | 0                |                 |                    |                    |            |            |  |  |        |        |        |  |
|  | Yutaka Shiraishi   | Yutaka Shiraishi   | 0                |                 | Masaki Takemiya    | Masaki Takemiya    | 1          |            |  |  |        |        |        |  |
|  |                    |                    |                  |                 |                    |                    |            |            |  |  |        |        |        |  |
|  |                    |                    | Toshiro Yamabe   | Toshiro Yamabe  | 0                  |                    |            |            |  |  |        |        |        |  |
|  | Yoshihisa Miyamoto | Yoshihisa Miyamoto | Toshiro Yamabe   | Toshiro Yamabe  | 0                  | 1                  |            |            |  |  |        |        |        |  |
|  | Yoshihisa Miyamoto | Yoshihisa Miyamoto |                  |                 |                    |                    |            |            |  |  |        |        |        |  |
|  | Satoru Kobayashi   | Satoru Kobayashi   | 0                |                 |                    |                    |            |            |  |  |        |        |        |  |
|  | Satoru Kobayashi   | Satoru Kobayashi   | 0                |                 | Yoshihisa Miyamoto | Yoshihisa Miyamoto | 0          |            |  |  |        |        |        |  |
|  |                    |                    |                  |                 | Yoshihisa Miyamoto | Yoshihisa Miyamoto | 0          |            |  |  |        |        |        |  |
|  |                    |                    | Toshiro Yamabe   | Toshiro Yamabe  | 1                  |                    |            |            |  |  |        |        |        |  |
|  | Kōichi Kobayashi   | Kōichi Kobayashi   | Toshiro Yamabe   | Toshiro Yamabe  | 1                  | 0                  |            |            |  |  |        |        |        |  |
|  | Kōichi Kobayashi   | Kōichi Kobayashi   |                  |                 |                    |                    |            |            |  |  |        |        |        |  |
|  | Toshiro Yamabe     | Toshiro Yamabe     | 1                |                 |                    |                    |            |            |  |  |        |        |        |  |

|  | Quarti di finale    | Quarti di finale    | Quarti di finale    |                     |                     | Semifinali          | Semifinali | Semifinali |  |  | Finale | Finale | Finale |  |
|  |                     |                     |                     |                     |                     |                     |            |            |  |  |        |        |        |  |
|  | Hiroshi Yamashiro   | Hiroshi Yamashiro   | 1                   |                     |                     |                     |            |            |  |  |        |        |        |  |
|  | Hiroshi Yamashiro   | Hiroshi Yamashiro   | 1                   |                     |                     |                     |            |            |  |  |        |        |        |  |
|  | Shin Tainaka        | Shin Tainaka        | 0                   |                     |                     |                     |            |            |  |  |        |        |        |  |
|  | Shin Tainaka        | Shin Tainaka        | 0                   |                     | Hiroshi Yamashiro   | Hiroshi Yamashiro   | 1          |            |  |  |        |        |        |  |
|  |                     |                     |                     |                     | Hiroshi Yamashiro   | Hiroshi Yamashiro   | 1          |            |  |  |        |        |        |  |
|  |                     |                     | Hideyuki Fujisawa   | Hideyuki Fujisawa   | 0                   |                     |            |            |  |  |        |        |        |  |
|  | Tadashi Kanashima   |                     | Hideyuki Fujisawa   | Hideyuki Fujisawa   | 0                   |                     |            |            |  |  |        |        |        |  |
|  |                     |                     |                     |                     |                     |                     |            |            |  |  |        |        |        |  |
|  | Hideyuki Fujisawa   | Hideyuki Fujisawa   | 1                   |                     |                     |                     |            |            |  |  |        |        |        |  |
|  | Hideyuki Fujisawa   | Hideyuki Fujisawa   | 1                   |                     | Hiroshi Yamashiro   | Hiroshi Yamashiro   | 1          |            |  |  |        |        |        |  |
|  |                     |                     |                     |                     |                     |                     |            |            |  |  |        |        |        |  |
|  |                     |                     | Toshihiro Shimamura | Toshihiro Shimamura | 0                   |                     |            |            |  |  |        |        |        |  |
|  | Toshihiro Shimamura | Toshihiro Shimamura | Toshihiro Shimamura | Toshihiro Shimamura | 0                   | 1                   |            |            |  |  |        |        |        |  |
|  | Toshihiro Shimamura | Toshihiro Shimamura |                     |                     |                     |                     |            |            |  |  |        |        |        |  |
|  | Saijo Masataka      | Saijo Masataka      | 0                   |                     |                     |                     |            |            |  |  |        |        |        |  |
|  | Saijo Masataka      | Saijo Masataka      | 0                   |                     | Toshihiro Shimamura | Toshihiro Shimamura | 1          |            |  |  |        |        |        |  |
|  |                     |                     |                     |                     | Toshihiro Shimamura | Toshihiro Shimamura | 1          |            |  |  |        |        |        |  |
|  |                     |                     | Toshio Sekiyama     | Toshio Sekiyama     | 0                   |                     |            |            |  |  |        |        |        |  |
|  | Toshio Sekiyama     | Toshio Sekiyama     | Toshio Sekiyama     | Toshio Sekiyama     | 0                   | 1                   |            |            |  |  |        |        |        |  |
|  | Toshio Sekiyama     | Toshio Sekiyama     |                     |                     |                     |                     |            |            |  |  |        |        |        |  |
|  | Reiki Magari        | Reiki Magari        | 0                   |                     |                     |                     |            |            |  |  |        |        |        |  |

## Torneo
- W indica vittoria col bianco
- B indica vittoria col nero
- X indica la sconfitta
- +R indica che la partita si è conclusa per abbandono
- +N indica lo scarto dei punti a fine partita
- +F indica la vittoria per forfeit
- +? indica una vittoria con scarto sconosciuto
- V indica una vittoria in cui non si conosce scarto e colore del giocatore

| Giocatore         | R.K.  | M.K.  | E.S.   | C.C.  | U.H.  | Y.I.  | S.U.  | M.T.  | H.Y.  | Risultato | Note                    |
| ----------------- | ----- | ----- | ------ | ----- | ----- | ----- | ----- | ----- | ----- | --------- | ----------------------- |
| Rin Kaiho         | –     | W+R   | X      | W+R   | B+R   | X     | B+R   | X     | X     | 4-4       |                         |
| Masao Katō        | X     | –     | X      | X     | W+2,5 | V     | W+1,5 | B+5,5 | W+R   | 5-3       |                         |
| Eio Sakata        | W+0,5 | B+4,5 | –      | W+0,5 | B+4,5 | W+R   | X     | W+R   | X     | 6-2       | Qualificato alla finale |
| Cho Chikun        | X     | W+4,5 | X      | –     | X     | B+1,5 | X     | B+4,5 | W+3,5 | 4-4       |                         |
| Utaro Hashimoto   | X     | X     | X      | B+R   | –     | W+R   | B+8,5 | X     | B+R   | 4-4       |                         |
| Yoshio Ishida     | B+2,5 | X     | X      | X     | X     | –     | W+3,5 | X     | W+3,5 | 3-5       | Retrocesso              |
| Satsuo Ushinohama | X     | X     | W+21,5 | B+R   | X     | X     | –     | X     | X     | 2-6       | Retrocesso              |
| Masaki Takemiya   | B+R   | X     | X      | X     | B+R   | W+1,5 | B+2,5 | –     | W+4,5 | 5-3       |                         |
| Hiroshi Yamashiro | W+9,5 | X     | W+4,5  | X     | X     | X     | W+4,5 | X     | –     | 3-5       | Retrocesso              |

## Finale
La finale è stata una sfida al meglio delle sette partite. 